# Raionul Rozdilna
Raionul Rozdilna este un raion la hotarul Ucrainei cu Republica Moldova. Se află în partea centrală a regiunii Odesa, fiind format în iulie 2020. Reședință este orașul Rozdilna. Populația numără 102.485 locuitori. Raionul se învecinează: la nord cu raionul Bârzula, la est cu raionul Berezivka, la sud cu raionul Odesa, la vest cu Republica Moldova, și anume cu Transnistria.

## Populație
Populația actuală la 1 ianuarie 2021 număra 102 584 locuitori. Populația urbană totală - 42,4 mii (40,8%).
Hromade - 9:
- urbană - 1;
- urban-rurale - 5;
- rurale - 3.

Localități - 209:
oraș - 1:
- Rozdilna (17,75 mii loc.)[3]

așezări de tip urban - 5:
- Liman (7,25 mii loc.)[3]
- Velîka Mîhailivka (5,43 mii loc.)
- Zaharivka (5,25 mii loc.)
- Zatîșșea (3,54 mii loc.)
- Țebrîkove (2,78 mii loc.).

orășele - 2.
sate - 201.
Poziția fizico-geografică a raionului a contribuit la amplasarea aerodromului militar, care din 1997 este certificat pentru proceduri de zbor civil, poate deservi zboruri internaționale cu aeronave precum AN-124, „Ruslan”, „IL-76” și altele mai mici.

## Frontieră
La granița cu Republica Moldova există puncte de control la:
- cale ferată (internațional, non-stop) Cuciurgan- Novosavîțke;
- automobile (interstatale, non-stop) Cuciurgan-Pervomaisk;
- Aeroportul aerian (internațional, non-stop) „Limanske”.

## Galerie

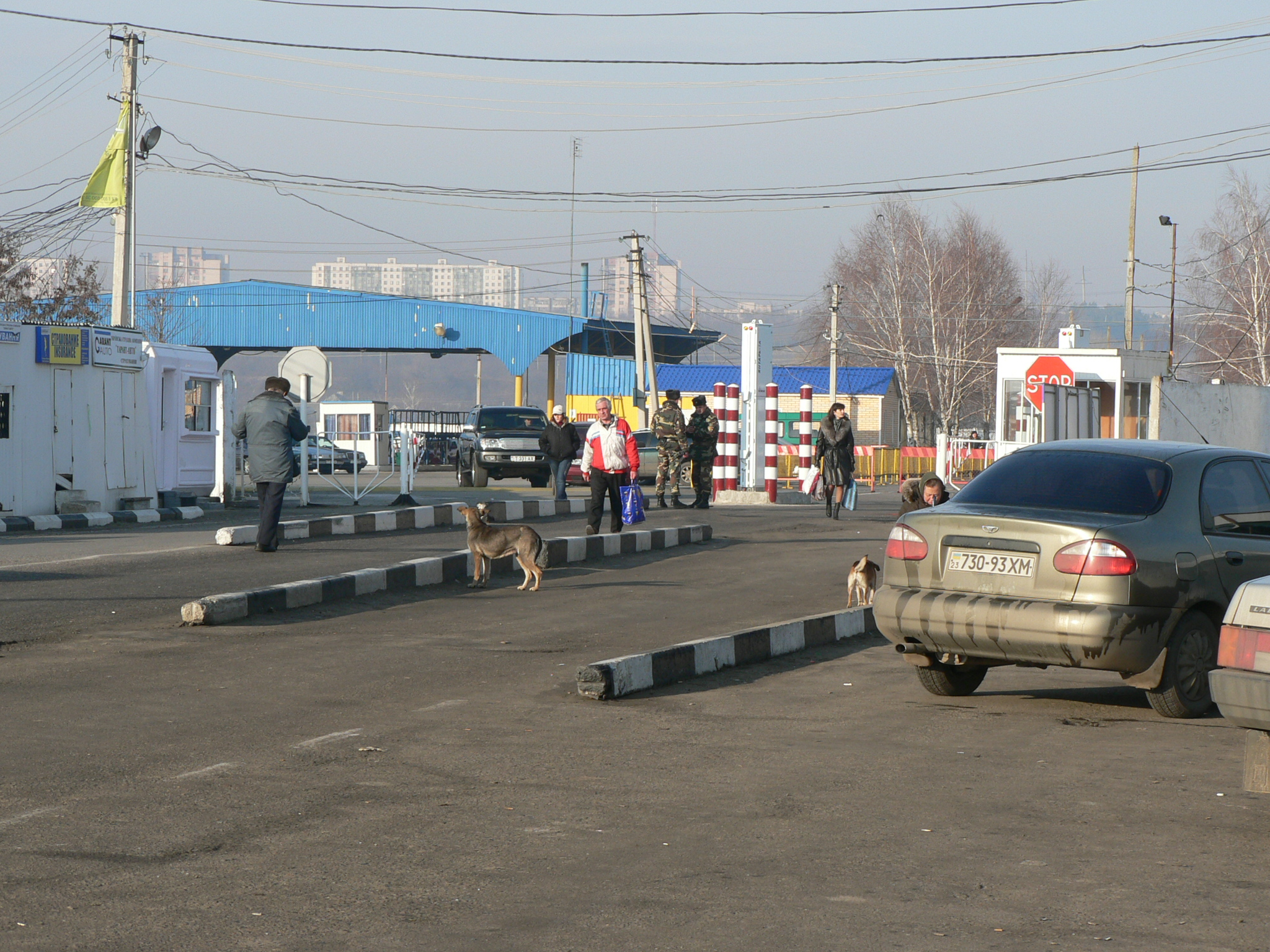
Punct de control la frontiera de stat a Ucrainei la Cuciurgan
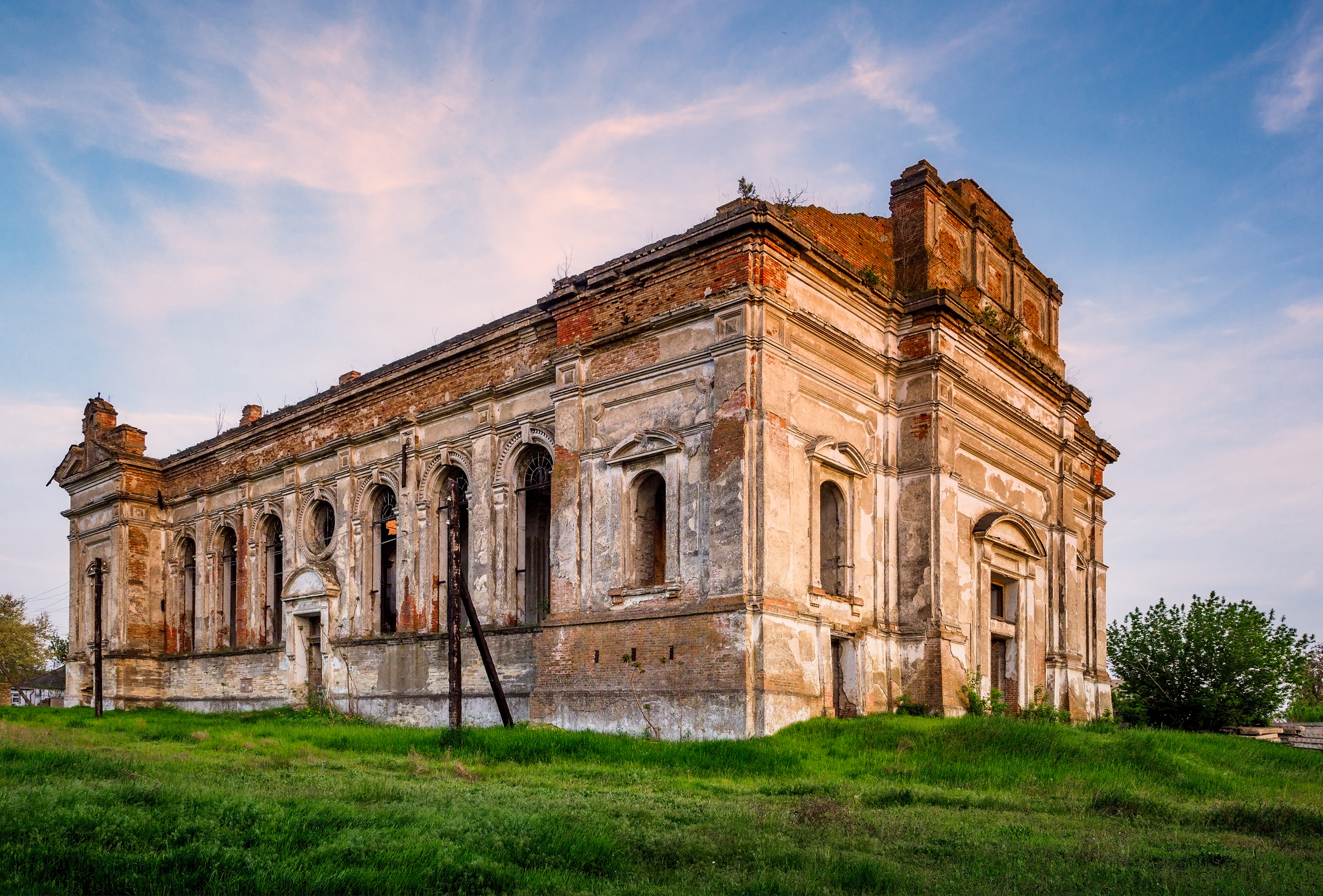
Catedrala Adormirea Maicii Domnului în Liman
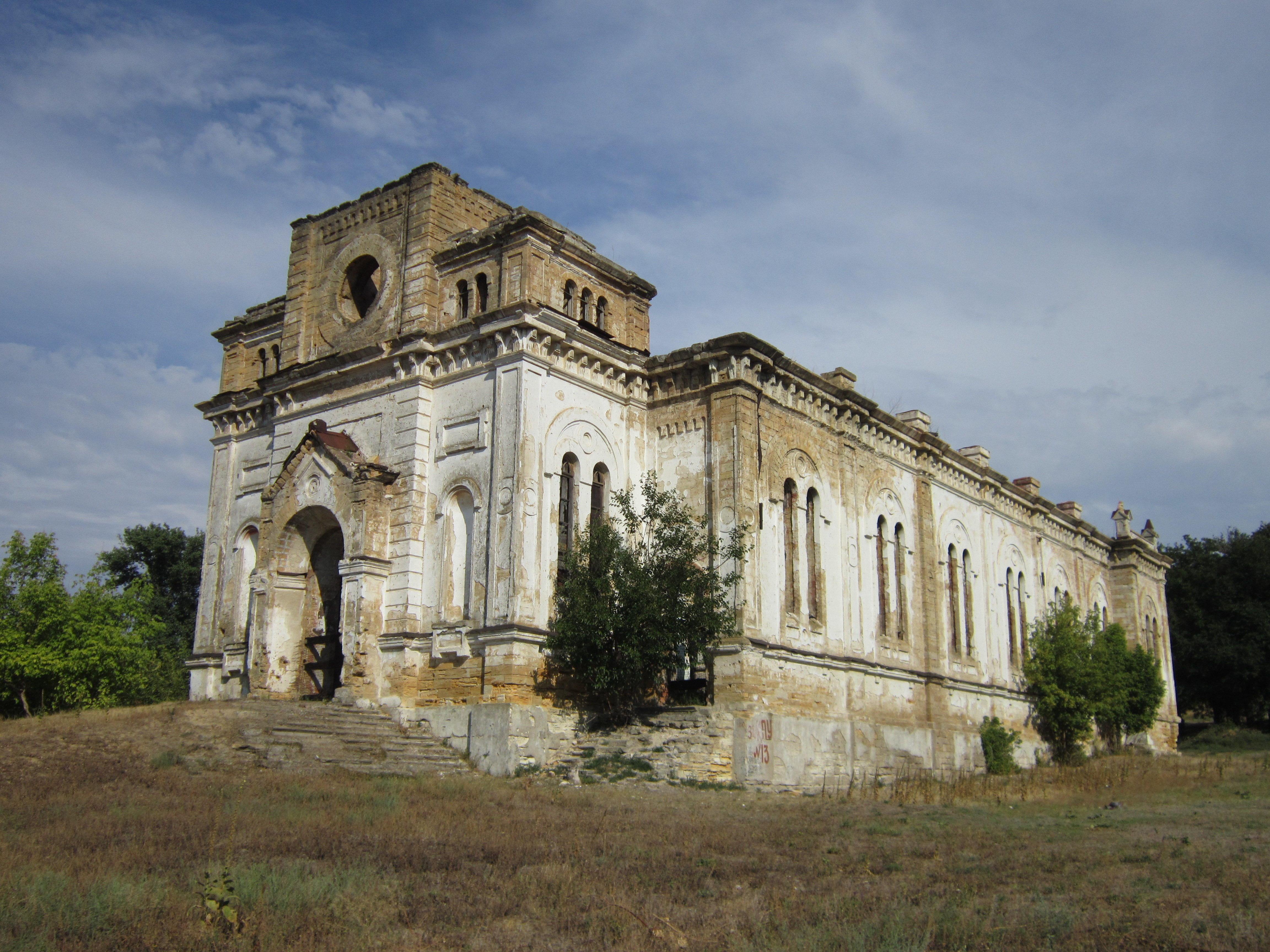
Catedrala Sfintei Treimi în Liman
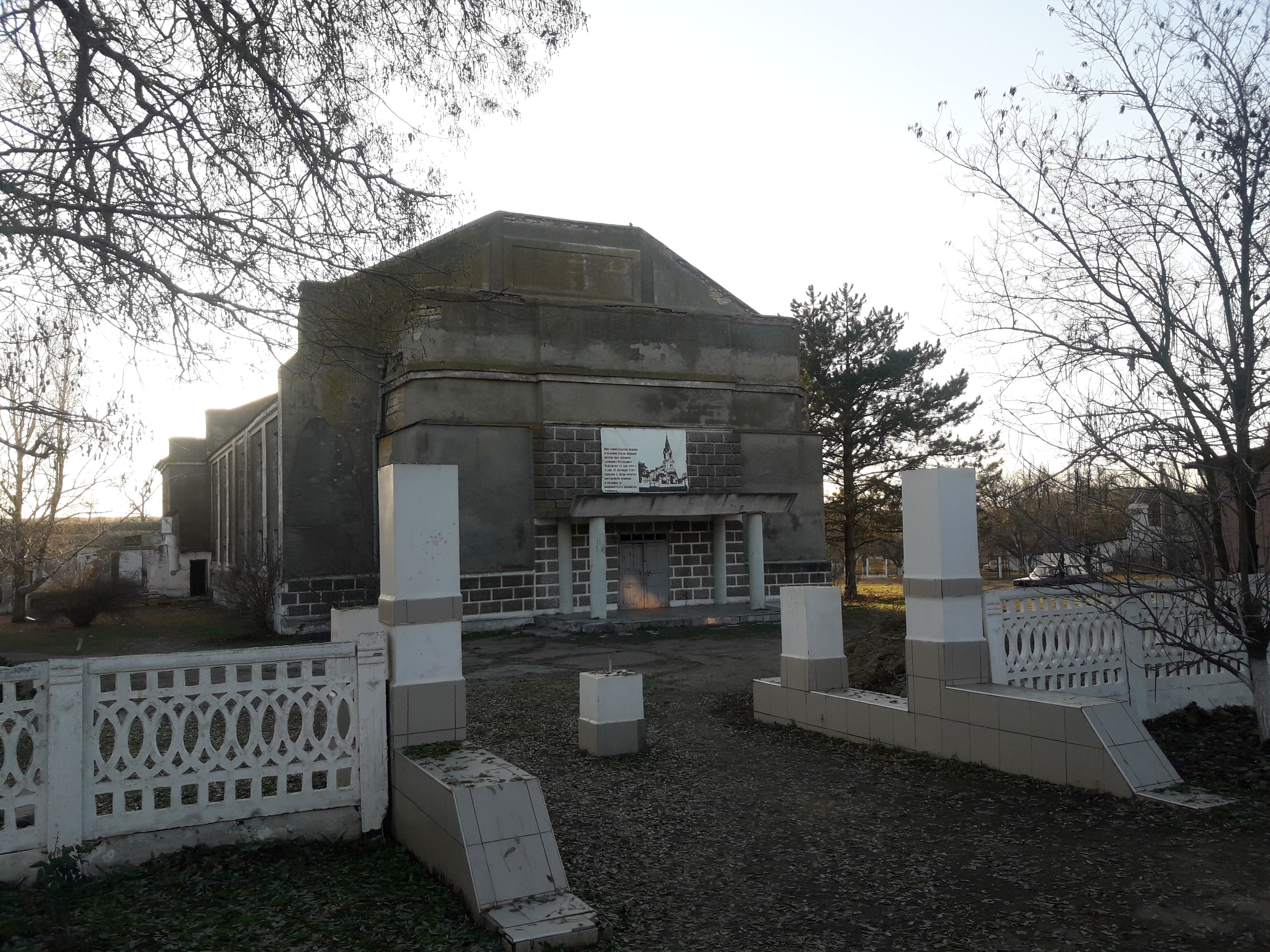
Biserica Sfinților Îngeri Păzitori în satul Șcerbanka
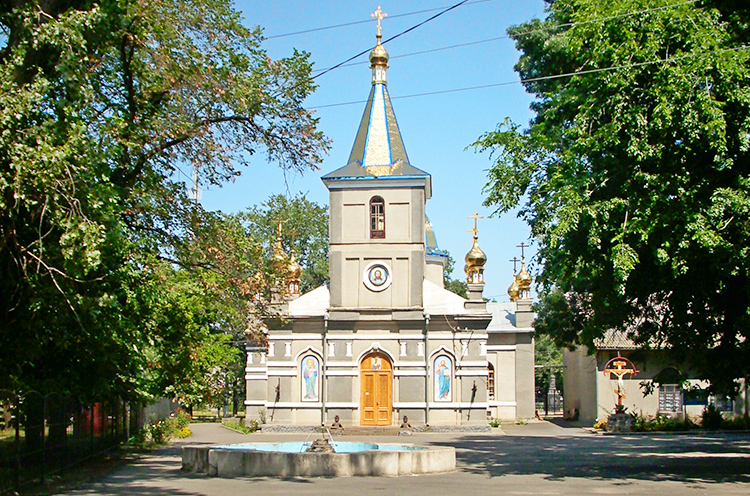
Biserica Sf. Nicolae la Rozdilna